# Überforderung
Als Überforderung bezeichnet man eine Gesamtheit von Anforderungen, zu deren erfolgreicher Bewältigung bzw. zu deren Erfüllung die Ressourcen bzw. Fähigkeiten, insbesondere die Leistungsfähigkeit, einer Person, einer Organisation oder eines Systems nicht ausreichen.
Eine Überforderungssituation ist eine Situation, in der eine Person objektiv überfordert ist oder ein subjektives Gefühl der Überforderung empfindet. Bei der subjektiven Bewertung von Überforderungssituationen sind Erwartungen, insbesondere Rollenerwartungen, ein wesentlicher Faktor.
Bei Überforderung können, allgemein gesprochen, erhöhte Belastungen nicht mehr kompensiert werden. Unter Umständen sinkt im Gegenteil die Belastbarkeit stärker ab.

## Überforderung eines Menschen

### Psychologie
In der Psychologie spricht man mit überlappenden Bedeutungen von psychischer, sozialer, emotionaler, kognitiver bzw. intellektueller Überforderung, bisweilen auch von seelischer oder nervlicher Überforderung, von Überforderung im Alltag, gegebenenfalls von mehrfacher Überforderung.
Im Bereich zwischen Über- und Unterforderung kann es hingegen bei Passung zwischen Anforderungen und Fähigkeiten zum Zustand des Flow kommen.
Kurzzeitige Überforderungssituationen entstehen etwa in Form von Reizüberflutung, Technostress, oder auch, wenn die Komplexität einer Situation zu hoch ist, um die Gesamtheit aller relevanten Faktoren zu begreifen und zu einer wohl erwogenen Entscheidung oder zu einer Lösung zu kommen. Überforderung kann zu mangelnder Aufmerksamkeit führen und somit zu Gefährdungen führen, so etwa im Straßenverkehr. Eine psychische Überforderung geht teils mit Versagensangst, einem Gefühl der Hilflosigkeit oder Ohnmacht und im Allgemeinen mit Stress einher, vor allem wenn Druck oder Zwang bestehen, eine Aufgabe zu bewältigen. Erwartungen Anderer und Ansprüche an sich selbst, etwa durch Perfektionismus, wirken auf den Einzelnen ein. Bei Überforderung können Belastbarkeit und Lernfähigkeit absinken, und gegebenenfalls kommt es bei dauerhafter Überforderung zum Burnout. Bei dauerhaft überfordernder oder akut überhöhter psychischer Belastung oder Überforderung kommt es im äußersten Fall zum psychischen Trauma.
Überforderung wird als mögliche Ursache für Gewalt, insbesondere innerfamiliäre Gewalt und Gewalt an Kindern, Gewalt durch Jugendliche und Misshandlung Pflegebedürftiger angesehen.
Ein Training sozialer Kompetenzen soll einer sozialen Überforderung entgegenwirken.
Siehe auch: Abwehrmechanismus, Anspannung (Psychologie), Depression, Doppelbindungstheorie, Psychophysiologie, Pseudodebilität, Psychotraumatologie

### Entwicklungspädagogik und Familienpsychologie
Bei einer Überforderungssituation der Eltern tritt gegebenenfalls die Gesellschaft und der Staat als verantwortlich ein. So ist bei familiärer Überforderung je nach Situation eine Erziehungsberatung, ein Elterntraining, der Einsatz eines Haus- und Familienpflegers, konkrete Hilfen zur Erziehung, die Aufnahme in einer Mutter/Vater-Kind-Einrichtung oder, vor allem im Fall von Vernachlässigung oder sexuellem Missbrauch von Kindern, ein Entzug des Kindes möglich. In Deutschland tritt hier das Jugendamt ein.
Bereits im frühen Kindesalter kann es zu Überforderung (frühkindlicher Überforderung) kommen: Beim exzessiven Schreien im Säuglingsalter wird teils von einer sich aufschaukelnden gegenseitigen Überforderung sowohl des Säuglings als auch der Eltern gesprochen. Professionelle Hilfe bieten in solchen Fällen die Schreiambulanzen.
Kinder können beispielsweise durch die Eltern, die Schule, durch körperliche Beeinträchtigungen oder den Verlust von Freunden oder Bezugspersonen überfordert werden. Eltern sind teils mit ihren vielfältigen Verantwortung in Familie, Beruf und Gesellschaft überfordert und erwarten von ihren Kindern teils mehr Rücksichtnahme, als diese leisten können. Während die Eltern Handlungsoptionen haben, ist das Kind dabei vor allem im jungen Lebensalter weitgehend von den Eltern abhängig.
Laut der Sozialwissenschaftlerin Christine Henry-Hutmacher sind viele Eltern verunsichert und fühlen sich überfordert. Dies hänge „auch damit zusammen, dass die Erwartungen und Ansprüche in der Eltern-Kind-Beziehung gestiegen sind“. Erziehung erfordere heutzutage von den Eltern neben Kraft, Zeit, Kommunikations- und Argumentationsfähigkeit auch eine Basis pädagogischen Wissens.
Im Zusammenhang mit der Theorie der autoritären Persönlichkeit wird postuliert, dass eine Über- oder Unterforderung die positive Entwicklung des Kindes beeinträchtigen könne, da die Möglichkeit, die ihm gestellten Aufgaben bewältigen zu können, für die Entwicklung von Autonomie und Selbständigkeit zentral sei. Im Ansatz der Salutogenese weist Aaron Antonovsky darauf hin, dass verfrühte Erwartungen in der Sauberkeitserziehung und ungeeignete Vorgehensweisen beim Füttern „für die Entwicklung eines Gefühls der Handhabbarkeit […] verheerend sein“ können, mit negativen Auswirkungen auf die Entwicklung des Kohärenzgefühls. Auch eine Parentifizierung, eine Rollenumkehr zwischen Elternteilen und ihrem Kind, wird generell als eine nicht kindgerechte und schädliche Überforderung des Kindes bzw. Jugendlichen bewertet.
Eine Verstrickung von Kindern in Überforderungen und Anpassung wird in der Psychoanalyse als Ursache für eine fehlende Wahrnehmung eigener Wünsche und Bedürfnisse und eine spätere Depressionsneigung aufgefasst; vor allem aus dem Grunde, dass die Erfüllung von Erwartungen zum handlungsleitenden Motiv werden kann.

### Schulpädagogik
In der Schulpädagogik wird angestrebt, eine Über- und Unterforderungssituation des Schülers zu vermeiden. Die flexible Schuleingangsphase, aber auch Maßnahmen wie individuelle Förderung und häusliche Nachhilfe werden als geeignete Maßnahmen bei Überforderung eines Schülers angesehen. Bei Schulleistungen, die dem Schulzeugnis zufolge nicht ausreichen, wird gegebenenfalls nach entsprechender Vorwarnung der Eltern die Versetzung in die nächsthöhere Schulklasse versagt.
Auch bei hochbegabten Kindern gilt es als entscheidend, nicht nur einer Unterforderungen entgegenzuwirken, sondern auch Überforderungen vorzubeugen, indem Entscheidungen über Art, Umfang und Geschwindigkeit des Lernprozesses durch das Kind, die Eltern und die Lehrer gemeinsam getragen werden. Wolfgang Butzkamm und Jürgen Butzkamm sehen hingegen eine „leichte Überforderung“ als identisch mit dem pädagogischen Prinzip der Mehrdarbietung.

### Medizin und Gerontologie
In der Medizin spricht man von Dekompensation, wenn der Körper die Fehlfunktion eines Organsystems nicht mehr ausgleichen kann. Gesundheitliche Überforderung kann Therapie, Ruhe, Erholung oder ein „Kürzertreten“ erfordern.
Personen, die aufgrund von Alter oder Demenz mit der Bewältigung des Alltags überfordert sind, benötigen Pflege. Überforderung kann sich auch als Orientierungslosigkeit oder Verwirrung äußern. Sind auch ihre Pflegepersonen mit der Pflege überfordert, wird von einer Heimpflegebedürftigkeit ausgegangen.

### Arbeitswissenschaft
In der Arbeitswissenschaft und dem Personalwesen spricht man von Überforderung, wenn der Arbeitsumfang oder Anforderungen an Kenntnisse und Fähigkeiten höher sind, als dass sie durch die beauftragte Person bewältigt werden können. Bei Überforderung durch überlange Arbeitszeiten spricht man auch von Überarbeitung.
Die Europäische Agentur für Sicherheit und Gesundheitsschutz am Arbeitsplatz spricht von arbeitsbedingtem Stress, wenn die Anforderungen der Arbeitsumgebung die Fähigkeit des Beschäftigten, sie zu bewältigen oder zu kontrollieren, übersteigen. Sie führt zehn Kategorien potenziell gefährlicher Tätigkeitsmerkmale, Arbeitsumgebungen und organisatorische Faktoren auf.
Bezüglich erhöhter Arbeitsflexibilität und Jobrotation, aber auch Managementmethoden wie dem Intrapreneurship wird auf die Möglichkeit einer Überforderung der Mitarbeiter hingewiesen.
Eine Potenzialanalyse und andere Maßnahmen der Personalentwicklung können dazu beitragen, Unter- und Überforderung von Mitarbeitern zu vermeiden. Durch Ressourcenmanagement, basierend auf einer Priorisierung, können Anforderungen an einzelne Mitarbeiter und Abteilungen angepasst werden, um Arbeitseffektivität und Motivation zu verbessern.
Man unterscheidet u. a. zwischen fachlicher Überforderung (unzureichender Fachkompetenz), Überanstrengung (überhöhter Anstrengung) bzw. Überbelastung (überhöhter physischer und psychischer Belastung) und zeitlicher Überforderung (überhöhtem Zeitdruck).
Besonders häufig wird die Überforderung von Pflegepersonal hervorgehoben. Pflegepersonal hat unter Zeitdruck zugleich Pflege- und Emotionsarbeit zu leisten.
Ist die Leitungsspanne im Sinne der Anzahl der einer Leitungsstelle unmittelbar unterstellten Mitarbeiter zu hoch, kommt es zu einer Überforderung des Managements.
Eine Studie von WHO und Internationaler Arbeitsorganisation (IAO) vom Mai 2021 geht davon aus, dass im Jahr 2016 weltweit rund 398.000 Menschen an Schlaganfällen und etwa 347.000 an koronarer Herzerkrankung starben, weil sie 55 Wochenstunden oder mehr gearbeitet hatten. Diese Veröffentlichung der UNO-Behörden in Genf war eine erstmalige globale Schätzung zu diesem Problem.
Siehe auch: Arbeitsbeanspruchung, Betriebliches Gesundheitsmanagement, Menschlicher Fehler, Regulationsüberforderung

### Sport
Im Sport fasst man unter Überlastungssyndrom den Effekt, dass bei körperlicher Überlastung eine Leistungssteigerung durch Training ausbleibt. Die geeignete Trainingsbelastung wird von den so genannten Belastungsnormativen bestimmt. Man spricht auch von Überanstrengung.
Siehe auch: Ausbelastung, Prinzip der subjektiven Unterforderung

## Soziologie
Eine Entwicklung zunehmender Individualisierung in den Industrienationen legt dem Einzelnen mehr Eigenverantwortung auf. Misserfolg wird weitgehend als individueller Fehler und als Ergebnis individueller Überforderung aufgefasst.
Migranten versuchen sich teils durch eine Integration innerhalb der eigenen Volksgruppe in Form von „Parallelgesellschaften“ vor Überforderung und sozialer Isolation zu schützen. Für Zuwanderer können migrantische Netzwerke zur sozialen Mobilität in der Aufnahmegesellschaft beitragen und auf diese Weise zur Integration in die Aufnahmegesellschaft beitragen.
Die Soziologie untersucht Systeme am Schnittpunkt zwischen Individuum und Gruppe.
In vielen Gesellschaften wirkt die Zugehörigkeit zu einer Familie oder sozialer Gruppe mildernd auf Überforderungssituationen, einschließlich finanzieller Überforderung (Überschuldung).
In der Soziologie wird aufgezeigt, dass die gesellschaftliche Individualisierung mit strukturellen Überforderungen der Familie einhergeht.
Erhöhte wirtschaftliche und psychosoziale Anforderungen können systematisch zu Überforderungssituationen führen. Der Fehlzeiten-Report des Wissenschaftlichen Instituts der AOK (WIdO) weist für Deutschland eine Zunahme von Fehlzeiten aufgrund psychischer Erkrankungen auf; sowohl der dadurch bedingte Krankenstand als auch der Anteil der Fehlzeiten erreichten im Jahr 2009 die seit Jahren höchsten Werte. Auch Leistungs- und Verhaltensstörungen bei Kindern nehmen zu, wobei wirtschaftliche Probleme von Eltern sich besonders negativ auf die Qualität ihres Erziehungshandelns auswirken.
Siehe auch: Entfremdung

## Überforderung von Organisationen, Institutionen und Systemen

### Institutionen und Behörden
Man spricht auch von Überforderung bzw. Versagen von Institutionen oder Behörden, beispielsweise, wenn eine Organisation der Komplexität einer Situation nicht gerecht werden kann, aber auch wenn Behörden dem Arbeitsvolumen bzw. der Anzahl der zu bearbeitenden Fälle nicht gerecht werden können und unbotmäßige Verzögerungen entstehen.
Siehe auch: Organisationsverschulden, Staatshaftungsrecht

### Politik
Einen Handlungsvorrang einer leistungsfähigen kleinen Einheit zusammen mit einer Unterstützungspflicht der größeren Einheit bei deren Überforderung bezeichnet man als Subsidiarität. Sie ist insbesondere eine politische und gesellschaftliche Maxime, die Eigenverantwortung vor staatliches Handeln stellt.
Von Versagen eines (gesellschaftlichen) Systems wird gesprochen, insbesondere, wenn die politischen Bedingungen zu ausgeprägten sozialen Problemen innerhalb der Bevölkerung führen oder wenn sie keine nachhaltige Perspektive bieten. Hierbei geht es im politischen Diskurs insbesondere um wirtschaftliche und verteilungspolitische Aspekte sowie um Umweltbedingungen.
Bezüglich der Weimarer Republik spricht man von einer Überforderung von Parteien und Verbände durch den Parlamentarismus.
Eine Überforderung politischer Führer kann zu Fehlentscheidungen Anlass geben und gegebenenfalls zu unnötiger Eskalation inner- und zwischenstaatlicher Konflikte führen.

## Moralische Überforderung

### Ethik
In der philosophischen Ethik wird diskutiert, ob gewisse moralische Forderungen dafür kritisiert werden können, dass sie zu anspruchsvoll sind und Individuen insofern moralisch überfordern. Während manche Ethikerinnen und Ethiker, etwa aufgrund verbreiteter Armut oder aufgrund der Folgen des Klimawandels, weitreichende moralische Forderungen stellen, erheben andere sogenannte Überforderungseinwände dagegen. So hat Peter Singer beispielsweise dafür argumentiert, dass wir gleichsam rund um die Uhr („full time“) daran arbeiten sollten, das große Leid zu lindern, das durch Hungersnöte und andere Katastrophen entsteht. Da dies eine moralische Überforderung darstellt, weisen andere diese Forderung zurück.